# Američtí bohové
Američtí bohové (v orig. American Gods) je román Neila Gaimana, spadající do žánru tzv. městské fantasy. V češtině vyšel román poprvé v tomtéž roce jako originál, to jest v roce 2001, v překladu Ladislavy Vojtkové.
Příběh je založen na myšlence, že bohové jsou hmatatelné bytosti, které existují díky víře lidí, a žijí všude tam, kde věřící. Když se věřící odstěhují na jiný kontinent, na novém místě díky jejich touhám a představám vzniknou další verze jejich starých božstev. V Americe jakožto několikrát kolonizované zemi přistěhovalců tak vedle sebe žije řada bohů z různých kultur (keltské, egyptské, skandinávské, indické aj.). Lidé na ně ale postupně zapomínají, a tak staří bohové živoří na okraji společnosti a svádí boj o přežití s „bohy“ novověku (s personifikacemi nových technologií, médií, ale třeba i nemocí).
Hlavní postavou je muž jménem Stín - hlavní linie příběhu je sledována z jeho pohledu, třebaže román není psaný ich-formou. Čtenář tedy odhaluje, o co v příběhu jde, Stínovým prostřednictvím. Občas jsou některé události, u kterých Stín nebyl, popisovány z pohledu vedlejších postav (např. Stínovy nemrtvé manželky). Ani v těchto případech není použita ich-forma. Do děje jsou vloženy i jakési mezihry, které se hlavní dějové linie přímo netýkají a které stručně popisují osudy konkrétních imigrantů z různých zemí a bohů, které s sebou přinesli.
Román obsahuje řadu velmi podrobných zeměpisných reálií, třebaže sám autor na začátku knihy upozorňuje, že s těmito údaji v některých případech zacházel poněkud volněji.
Na motivy románu vznikl v roce 2017 televizní seriál Američtí bohové.

## Děj románu
Na počátku knihy je hlavní hrdina Stín propuštěn z vězení. Zjišťuje, že jeho žena Laura měla autonehodu, na jejíž následky zemřela spolu s jeho přítelem (a bývalým zaměstnavatelem) Robbiem, se kterým ho podváděla. Díky tomu se Stín nemá kam vrátit, a tak přijme nabídku podivínského pana Středy, aby mu dělal osobního strážce na jeho cestách po Spojených státech. Navštíví spolu řadu Středových známých, které se Středa snaží přesvědčit pro účast na jakémsi svém plánu. Stín postupně odhalí, že Středa a jeho "známí" nejsou obyčejní lidé, ale staří pohanští bohové, kteří svádějí souboj o přežití s novodobými "bohy" moderní civilizace. Středa (ve skutečnosti severský bůh Odin) se snaží ostatní bohy přesvědčit, aby se sjednotili a stanuli proti moderním idolům v otevřené bitvě. Sám Stín se ve finále románu stává konečným závažím na misce vah, podstoupí kruté bdění nad hrobem Odina, kdy zůstává po mnoho dní přivázán k obětnímu stromu, sám při tom zemře a poté, co projde podsvětím, je znovu oživen a dozvídá se celou pravdu o Odinově plánu a o své úloze v něm.

## Ocenění
Román získal tyto ceny:
- Cena Hugo za Nejlepší SF/fantasy novelu
- Cena Brama Stokera za Nejlepší hororovou novelu
- Cena Locus za Nejlepší fantasy novelu
- Cena Nebula za Nejlepší novelu

Byl nominován na:
- Cenu BSFA